# 和歌山市警察
和歌山市警察（わかやましけいさつ）は、かつて存在した和歌山県和歌山市の自治体警察。

## 概要
従来の和歌山県警察部が解体され、1948年（昭和23年）3月7日に和歌山市警察署が設置された。
1954年（昭和29年）に新警察法が公布された。これにより国家地方警察と自治体警察が廃止され、新たに都道府県警察として和歌山県警察本部が発足。和歌山市警察も和歌山県警察に統合され、姿を消した。